# Mamadou Camara
Ne doit pas être confondu avec Mahamadou Camara.

Mamadou Camara est un footballeur français, d'origine sénégalaise, né le 6 avril 2002 à Niort dans le département des Deux-Sèvres. Il joue actuellement à l'ES La Rochelle.

## Biographie
Mamadou Camara commence le football à l'âge de 11 ans aux Chamois niortais. Prêté un an à l'AS Cannes en 2006, il s'impose comme titulaire en défense centrale à son retour dans le club. Joueur vif, rigoureux au marquage et lisant bien le jeu, il est alors observé par les recruteurs de l'EA Guingamp.
En 2011, il s'engage pour trois ans avec le club breton. D'autres clubs de Ligue 1 comme le FC Lorient, le FC Sochaux, le Montpellier HSC ou le Dijon FCO s’intéressaient également à lui.
Il ne parvient cependant pas à s'imposer à l'EA Guingamp et, est prêté en 2013 au CA Bastia, promu en Ligue 2. Libre de tout contrat, il s'engage en 2014 avec le RC Strasbourg, club de National.